# Muntura Canon EF-S
La muntura Canon EF-S és un derivat de la muntura EF creada per Canon pel seu conjunt de càmeres rèflex digitals amb sensors APS-C. Va ser llançada el 2003. Les càmeres que suporten la muntura EF-S tenen retrocompatibilitat amb els objectius amb muntura EF, i per tant, mantenen una distància de registre de 44 mm.
No obstant això, les càmeres que suporten la muntura EF-S posseeixen més espai, permetent que les lents posteriors de l'objectiu s'ubiquin més a prop del sensor que a la muntura EF. Només les càmeres Canon amb sensor tipus APS-C llançades després de 2003 suporten la muntura EF-S.
Les càmeres amb aquesta muntura compten amb un factor de multiplicació d'aproximadament 1,6.
La lletra S prové de l'anglès short back focus ("enfocament curt posterior") i fa referència al fet que en els objectius amb muntura EF-S la lent posterior de l'objectiu està més a prop al sensor d'imatge que en una SLR de 35 mm regular. La proximitat d'aquest element posterior eleva les possibilitats de poder fabricar objectius gran angular més petits, més lleugers (per contenir menys elements en total), amb major obertura (més ràpids / menor número f) i més barats. És per això que la majoria dels objectius Canon EF-S són objectius angulars.

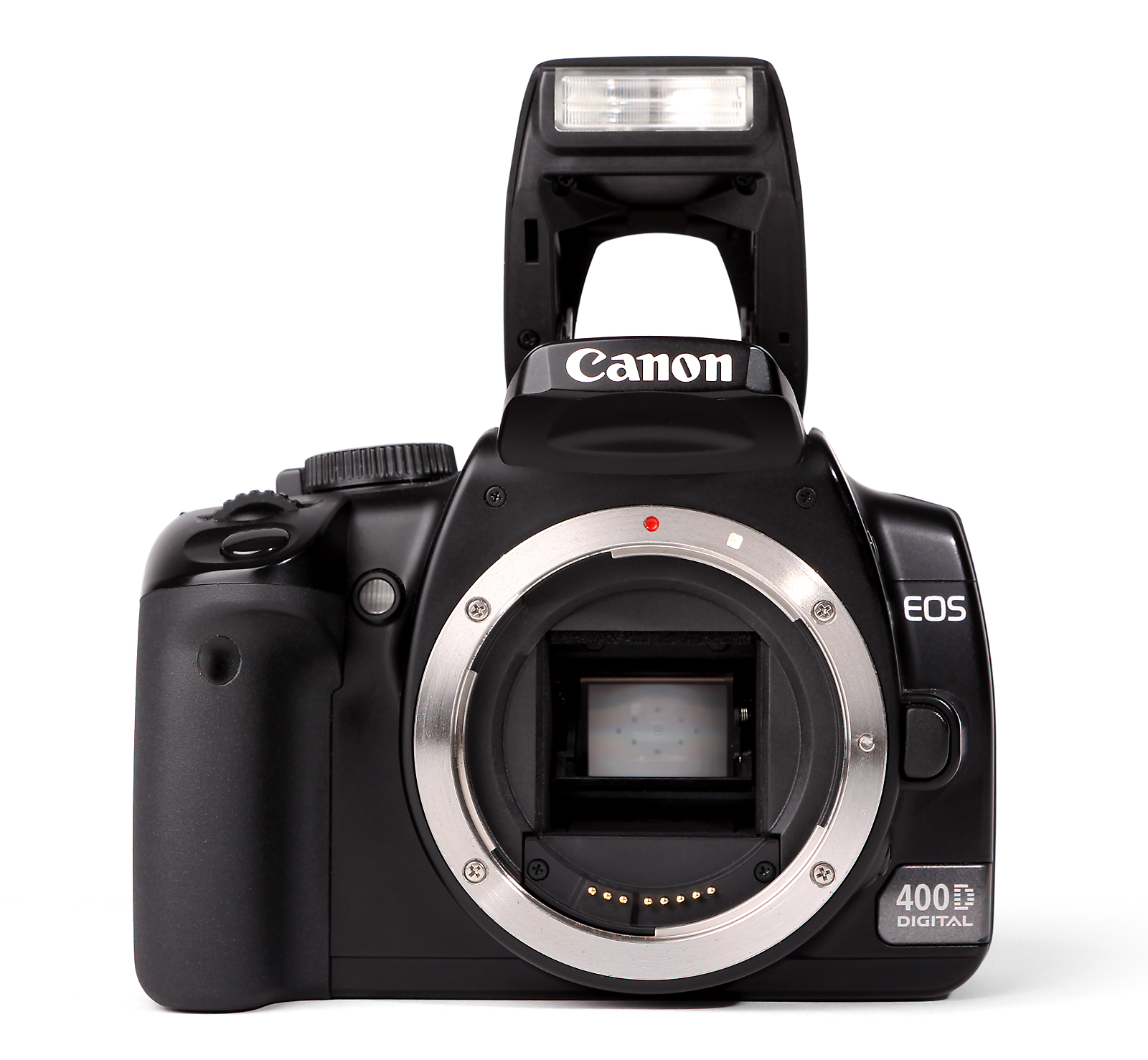
Un cos compatible amb la muntura EF-S, la Canon EOS 400D, amb la muntura de l'objectiu oberta.

## Compatibilitat
Totes les càmeres DSLR de Canon, amb sensor d'imatge APS-C, son compatibles amb els objectius EF-S. Tots els models es poden veure a:

## Sigles
Igual que tots els altres fabricants d'objectius, Canon també usa un conjunt de sigles per a designar aspectes bàsics de cada objectiu:
- IS (Image Stabilizer): Sistema d'estabilitzador d'imatge incorporat a l'objectiu
- Macro: Objectiu macro
- STM (Silent Stepping Motor): Motor d'enfocament pas a pas, silenciós (optimitzat per vídeo)
- USM (Ultra Sonic Motor): Motor d'enfocament ultrasònic (més ràpid i silenciós)

## Llista d'objectius EF-S
La muntura EF-S és relativament nova dins l'oferta de Canon, per la qual cosa la quantitat d'objectius disponibles és limitada en comparació amb la gamma completa dissenyada per la muntura EF. Fins a l'actualitat, no s'ha produït cap objectiu amb muntura EF-S de la Sèrie L (gamma alta de Canon), ni tampoc amb òptiques difractives.

### Zoom

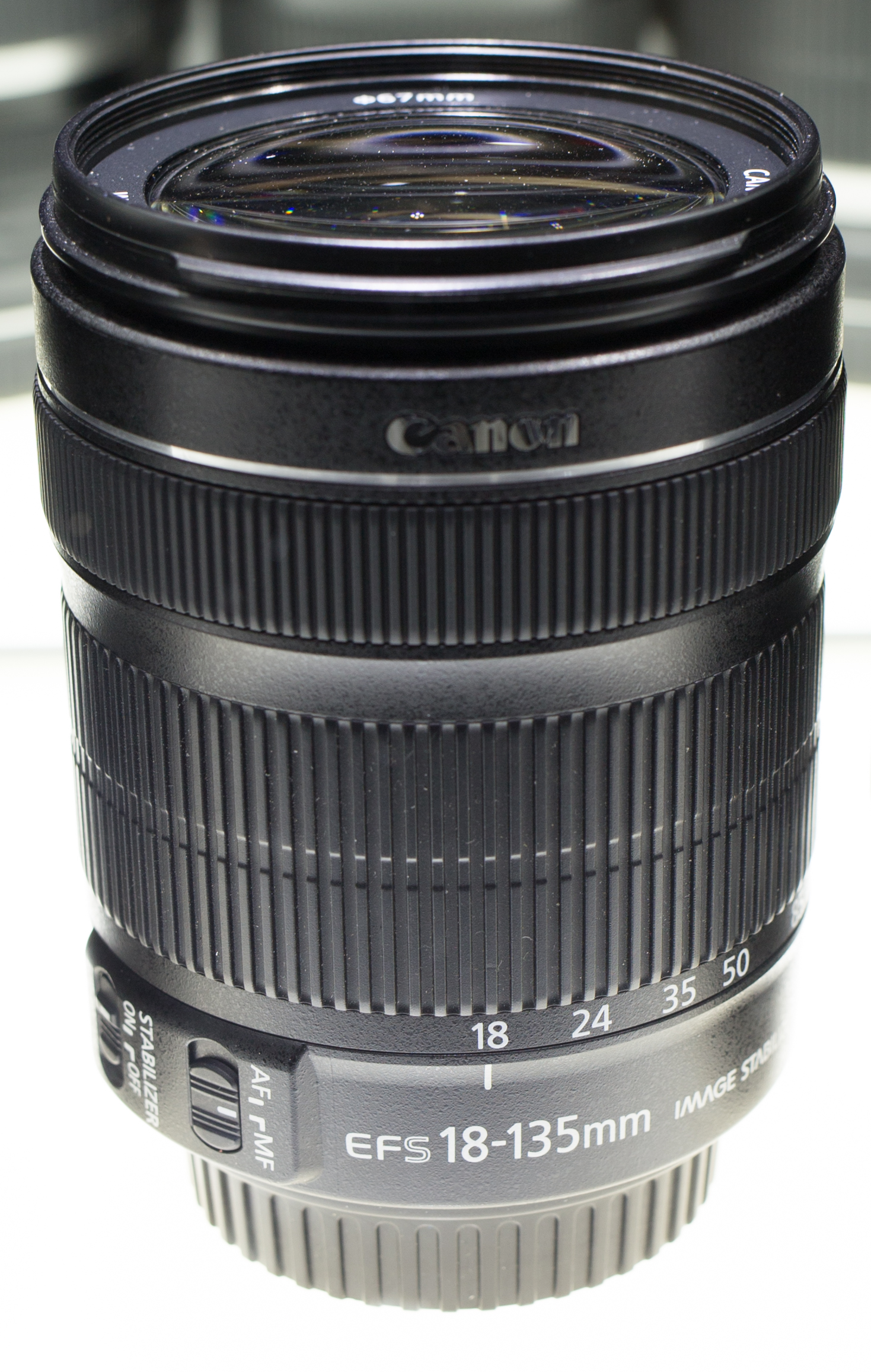
Objectiu Canon EF-S 18-135 mm f/3.5-5.6 IS STM.

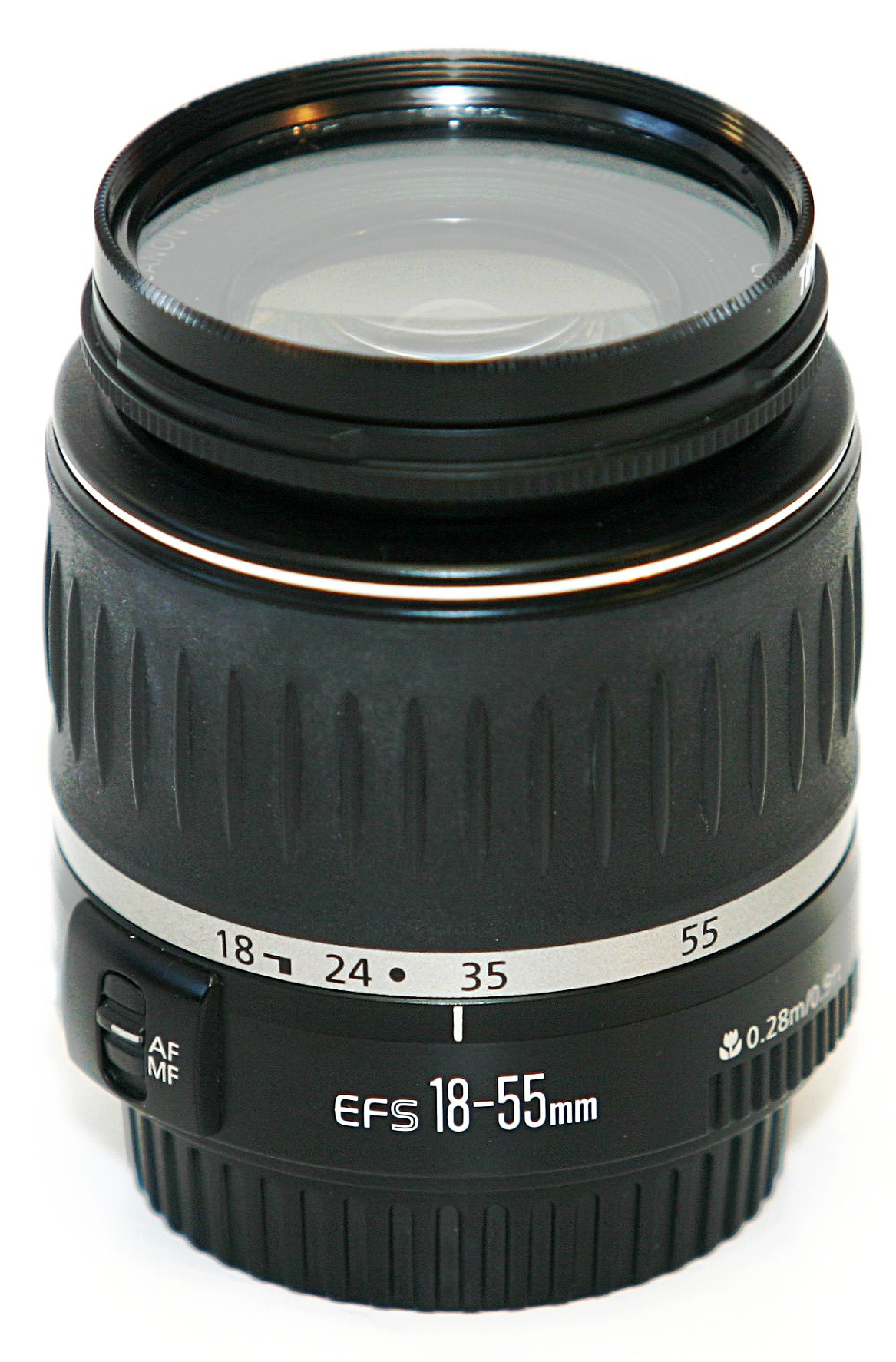
Objectiu Canon EF-S 18-55 mm f/3.5-5.6 (amb un filtre addicional afegit).

| Distància/s focal/s | Distància focal equivalent (factor de multiplicació ×1.6) | Rang d'obertura | Versió    | Macro | Motor ultrasònic (USM) | Estabilizador d'imatge (IS) | Sèrie L | Òptiques difractives (DO) |
| ------------------- | --------------------------------------------------------- | --------------- | --------- | ----- | ---------------------- | --------------------------- | ------- | ------------------------- |
| 10-18mm             | 16-28.8 mm                                                | f/4.5-5.6       | -         | No    | No                     | Sí                          | No      | No                        |
| 10-22mm             | 16-35.2 mm                                                | f/3.5-4.5       | -         | No    | Sí                     | No                          | No      | No                        |
| 15-85mm             | 24-136 mm                                                 | f/3.5-5.6       | -         | No    | Sí                     | Sí                          | No      | No                        |
| 17-55mm             | 27.2-88 mm                                                | f/2.8           | -         | No    | Sí                     | Sí                          | No      | No                        |
| 17-85mm             | 27.2-136 mm                                               | f/4-5.6         | -         | No    | Sí                     | Sí                          | No      | No                        |
| 18-55mm             | 28.8-88 mm                                                | f/3.5-5.6       | I         | No    | No                     | No                          | No      | No                        |
| 18-55mm             | 28.8-88 mm                                                | f/3.5-5.6       | I (Jap.)  | No    | Sí                     | No                          | No      | No                        |
| 18-55mm             | 28.8-88 mm                                                | f/3.5-5.6       | II        | No    | No                     | No                          | No      | No                        |
| 18-55mm             | 28.8-88 mm                                                | f/3.5-5.6       | II (Jap.) | No    | Sí                     | No                          | No      | No                        |
| 18-55mm             | 28.8-88 mm                                                | f/3.5-5.6       | III       | No    | No                     | No                          | No      | No                        |
| 18-55mm             | 28.8-88 mm                                                | f/3.5-5.6       | IS        | No    | No                     | Sí                          | No      | No                        |
| 18-55mm             | 28.8-88 mm                                                | f/3.5-5.6       | IS II     | No    | No                     | Sí                          | No      | No                        |
| 18-55mm             | 28.8-88 mm                                                | f/4-5.6         | IS STM    | No    | No                     | Sí                          | No      |                           |
| 18-135mm            | 28.8-216 mm                                               | f/3.5-5.6       | IS        | No    | No                     | Sí                          | No      | No                        |
| 18-135mm            | 28.8-216 mm                                               | f/3.5-5.6       | IS STM    | No    | No                     | Sí                          | No      | No                        |
| 18-135mm            | 28.8-216 mm                                               | f/3.5-5.6       | IS USM    | No    | Sí                     | Sí                          | No      | No                        |
| 18-200mm            | 28.8-320 mm                                               | f/3.5-5.6       | -         | No    | No                     | Sí                          | No      | No                        |
| 55-250mm            | 88-400 mm                                                 | f/4-5.6         | IS I      | No    | No                     | Sí                          | No      | No                        |
| 55-250mm            | 88-400 mm                                                 | f/4-5.6         | IS II     | No    | No                     | Sí                          | No      | No                        |
| 55-250mm            | 88-400 mm                                                 | f/4-5.6         | IS STM    | No    | No                     | Sí                          | No      | No                        |

### Fixos
| Distància/s focal/s | Distància focal equivalent (factor de multiplicació ×1.6) | Rang d'obertura | Versió | Macro | Motor ultrasònic (USM) | Estabilizador d'imatge (IS) | Sèrie L | Òptiques difractives (DO) |
| ------------------- | --------------------------------------------------------- | --------------- | ------ | ----- | ---------------------- | --------------------------- | ------- | ------------------------- |
| 24mm                | 38 mm                                                     | f/2.8           | -      | No    | No                     | No                          | No      | No                        |
| 35mm                | 56 mm                                                     | f/2.8           | -      | Sí    | No                     | Sí                          | No      | No                        |
| 60mm                | 96 mm                                                     | f/2.8           | -      | Sí    | Sí                     | No                          | No      | No                        |

## Terceres marques
Actualment, les següents marques fabriquen objectius amb muntura EF-S de Canon:
- Meike[19]
- Opteka
- Samyang
- Sigma
- Tamron
- Tokina